# Adonisea scotii
Adonisea scotii är en fjärilsart som beskrevs av Turati 1926. Adonisea scotii ingår i släktet Adonisea och familjen nattflyn. Inga underarter finns listade i Catalogue of Life.